# Juan N. Méndez
Juan Nepomuceno Méndez (Tetela de Ocampo, 2 luglio 1820 – Città del Messico, 29 novembre 1894) è stato un politico messicano.
È stato Presidente del Messico per un periodo ad interim, dal dicembre 1876 al febbraio 1877.